# Анохин, Андрей Викторович

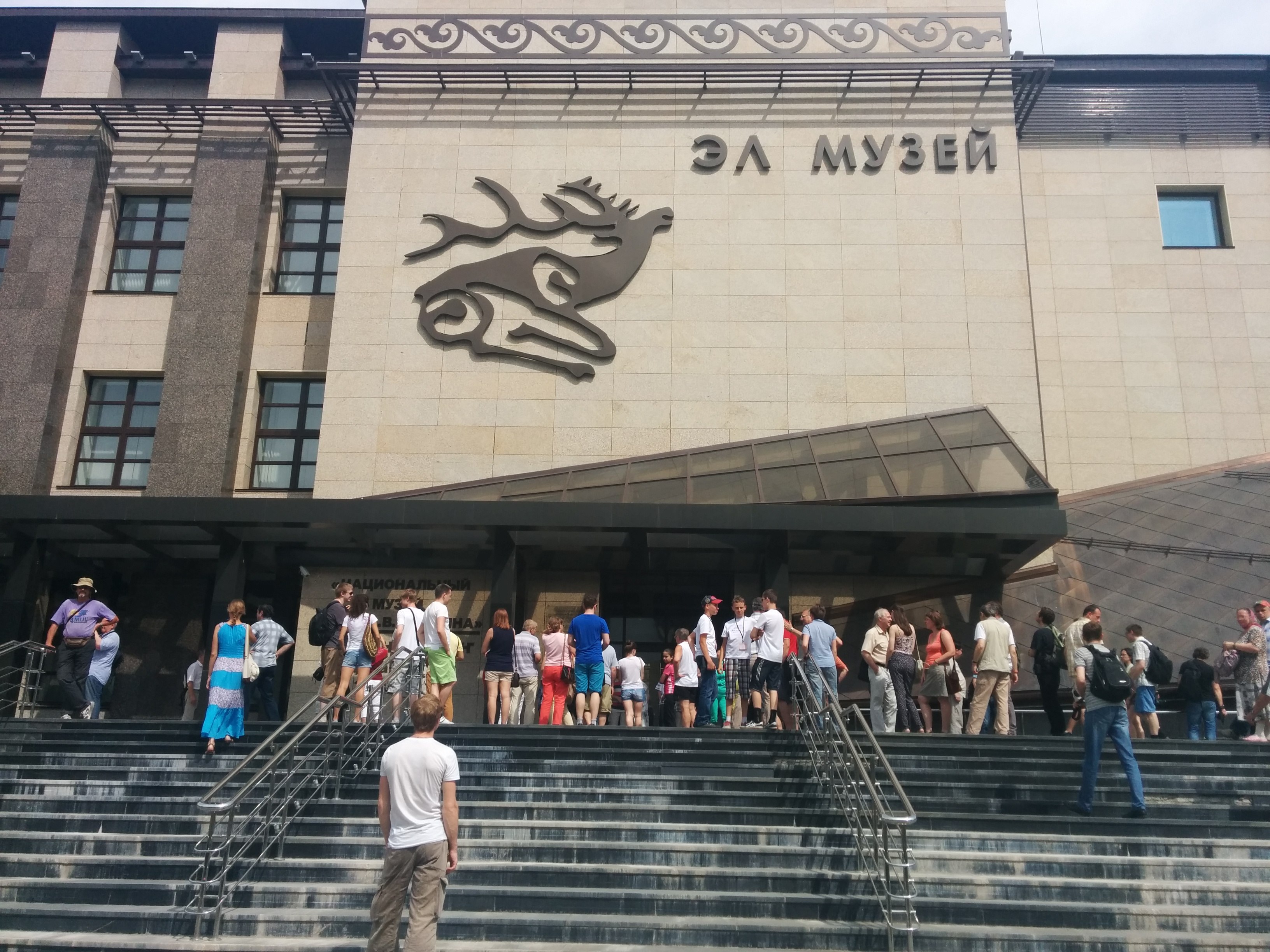
Эл (национальный) музей Республики Алтай им. Анохина

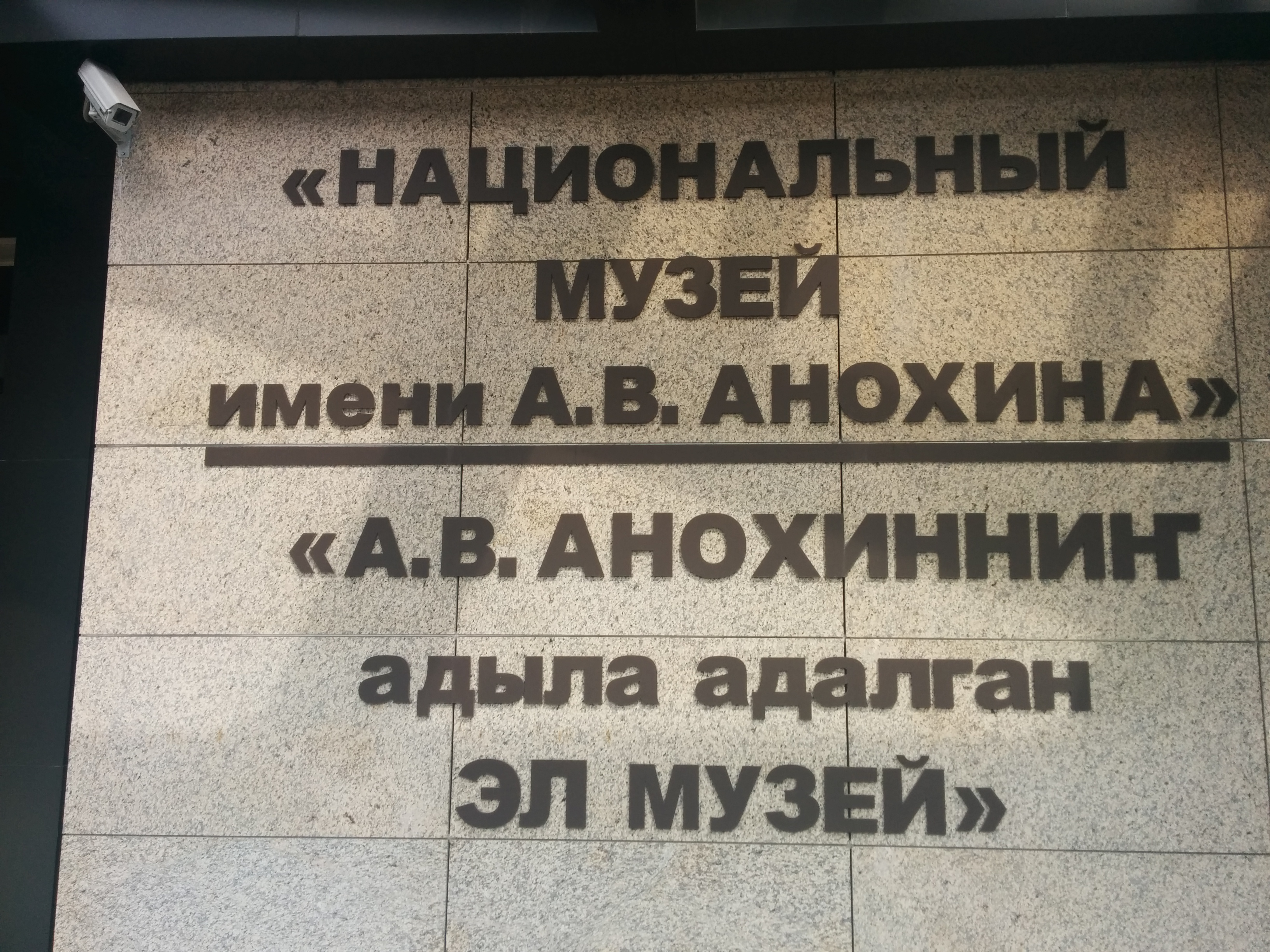
Имя Анохина в названии в национального музея Республики Алтай

Андре́й Ви́кторович Ано́хин (1869—1931) — российский и советский учёный-этнограф, композитор, основоположник профессиональной музыки алтайцев, просветитель.

## Биография
Окончил Бийское катехизаторное училище, затем учился в Московском Синодальном училище церковного пения и Петербургской Придворной певческой капелле. Преподавал пение и музыкальные дисциплины в учебных заведениях Томска, руководил церковным хором архиерейского кафедрального собора.
Являлся членом Томского отделения Русского музыкального общества и Томского общества изучения Сибири, которым руководил исследователь Сибири, общественный деятель Г. Н. Потанин. Под влиянием Потанина занялся изучением культуры тюркских народов Южной Сибири.
В 1908—1909 гг. совершил экспедицию в Туву, Хакасию, Монголию и Горный Алтай. В 1910—1912 и 1913—1914 гг. по поручению Российского комитета для изучения Средней и Восточной Азии собирал материалы по шаманству у алтайцев, кумандинцев, телеутов, шорцев. Экспедицию сопровождали художницы А. А. Воронина-Уткина и С. К. Просвиркина, которые выполнили сотни этнографических рисунков.
С 1918 года преподавал в школе в Чемале. С 1921 года жил в Барнауле, где преподавал музыку и пение в школе им. III Интернационала. Среди его барнаульских воспитанников — Андрей Новиков.
С 1926 года жил на Алтае в Улале (ныне Горно-Алтайск) и преподавал в педагогическом училище. С 1906 по 1931 гг. совершил многочисленные этнографические и фольклорные экспедиции по Южной Сибири, Монголии и Восточному Казахстану.
В 1923 году за исследования верований южных алтайцев Анохин избран членом-корреспондентом АН СССР.
Умер в 1931 году. Похоронен в урочище Куюм под Элекмонаром.
Архив учёного хранится в Музее антропологии и этнографии имени Петра Великого РАН.

## Труды
Автор многих работ по мифологии, верованиям, музыкальной культуре и шаманизму тюрков Алтая («Богатырский эпос», «Буддийская храмовая музыка», «Материалы по шаманству у алтайцев», «Бурханизм в Западном Алтае», «Душа и её свойства по представлению телеутов»).

## Память
- Бюджетное учреждение Республики Алтай «Национальный музей имени А. В. Анохина».

## Интересные факты
- А. В. Анохин был близким другом знаменитого алтайского художника Григория Ивановича Гуркина. Именно он уговорил молодого Гуркина поехать учиться в Санкт-Петербург, в Академию художеств и сопровождал его в этой поездке.
- А. В. Анохин — один из создателей краеведческого музея в Горно-Алтайске. Полное название музея: Национальный музей Республики Алтай имени А. В. Анохина.
- В долине реки Куюм, примерно в пяти километрах выше села Нижний Куюм, установлен памятник А. В. Анохину. На памятнике имеется надпись на двух языках — алтайском и русском. Эта надпись представляет собой фразу, сказанную когда-то самим Анохиным: «Я мог бы жить в любом краю России, но гигантская мощь красоты Алтая, как магнитом притянула меня к себе».
- Именем Анохина названа небольшая пещера на хребте Иолго.